# Junguenée
Junguenée  (mort avant 1040 ) est archevêque de Dol vers 1010 à 1040.

## Contexte
Junguenée, nommé également Jungoneus ou Junkeneus, est le second fils du vicomte Hamon Ier d'Alet et de son épouse Roianteline fille de Riwall. Il appartient à la famille des vicomtes d'Aleth dynastie qui contrôle le nord-est de la Bretagne et est aussi à l'origine des seigneurs de Dinan et de Combourg.
Il apparaît comme un conseiller important du duc Alain III de Bretagne. La Chronique de Nantes souligne « sa haute intelligence et sa grande habileté politique ». C'est sans doute pour ces raisons qu'il est présent dans un grand nombre d'actes notamment lors de la fondation de l'Abbaye Saint-Georges de Rennes  vers 1024/1032. Son accession à l’archevêché illustre aussi la main mise des grandes familles féodales sur les sièges épiscopaux et il joue également un rôle dans le développement des seigneuries châtelaines. C'est à son époque qu’apparaît le premier seigneur de Dinan connu, Josselin, qui est son puîné. De plus, il établit son autre frère, Riwallon, comme avoué du château de Dol de Bretagne, avant de distraire une partie de son domaine temporel épiscopal en constituant pour lui la seigneurie de Combourg.
À sa mort vers 1040 son successeur Juhel est soupçonné d'avoir littéralement acheté le siège de Dol de Bretagne au duc Alain III.